# Kühlloch (Totes Gebirge)
Das Kühlloch (Katasternummer 1616/5) ist eine aktive Wasserhöhle im Toten Gebirge auf Bad Ischler Gemeindegebiet in Oberösterreich. Sie befindet sich im Rettenbachtal in 554 m ü. A. direkt an der Straße zur Rettenbachalm.

## Topologie
Vom flach linsenförmigen Portal steigt die Höhle bergwärts über etliche Vertikalstufen an. Bei im Allgemeinen nordöstlichem Verlauf werden fast sämtliche Teile von einem Bach durchflossen, der Wasserfälle und Seen ausbildet. Überführungsstrecken weisen Bergmilchablagerungen und feuchten Lehm auf. Auch Sinterformen sind zu finden. Der ihr entströmende Bach verschwindet bei Normalwasserstand knapp 30 m vor dem Eingang
im Schutt und fließt unterirdisch dem Rettenbach zu. Nur bei starkem Hochwasser wird der Eingang aktiv. Gleich dahinter beginnt der Spiralgang, der sich um genau 360 Grad dreht und dabei fast 10 m ansteigt. Die weitere Fortsetzung ist ein stellenweise niedriger, hinten aber kluftförmiger, wassererfüllter Gang, der in die Wasserfallhalle mündet. Hier stürzt aus 10 m Höhe der Höhlenbach herab und bildet einen Wassertümpel. Eine Befahrung über den eingangsnahen Bereich hinaus ist mit Kletterei und großem Materialaufwand verbunden.